# Jevdokija Ivanovna Rombangyejeva
Jevdokija Ivanovna Rombangyejeva (1928. április 22. – 2017. január 3.) manysi nyelvész.

## Élete
1928. április 22-én született a Tyumenyi terület Hoslog falujában, manysi halász-vadász családban. 1944-ben fejezte be a 7 osztályos általános iskolát, majd 1944 és 1947 között a hanti-manszijszki tanítóképzőben tanult. A tanítóképző elvégzését követően szülőfalujában, Hoslogban tanított.
1949-ben felvették a Leningrádi Zsdanov Egyetem filológiai fakultására. Az egyetem elvégzését követően aspiránsként készítette el első tudományos művét, az 1954-ben megjelent, közel 400 oldalas, 11 000 szót tartalmazó Orosz–manysi szótárt. Önéletrajzából tudjuk, hogy e szótár megjelenését követően, még egyetemi hallgatóként Lakó György Moszkvában találkozott vele, és megkérte A manysi nyelv északi dialektusának tanulmányozásáról című művének lektorálására. Lakó Györggyel állandó tudományos kapcsolatot tartott, és magyarul is megtanult.
1957-től 1968-ig a Szovjetunió Tudományos Akadémiájának Leningrádi intézetében, majd 1968-tól 1999-ig, nyugdíjba vonulásáig a Moszkvai Nyelvtudományi Intézetében dolgozott.
Rombangyejeva volt az egyetlen manysi nyelvész, aki a manysi nyelvet kutatta. Az 1973-ban kiadott Manysi (vogul) nyelv című munkája máig az egyetlen átfogó tanulmány a nyelv nyelvtanáról. A következő évtizedekben számos monográfiát írt a manysi nyelvről és folklórról.
1990-ben visszatért szülőföldjére, és Hanti-Manszijszkban telepedett le. A tudományos munkáját itt is folytatta, létrehozta és vezette az „Ob menti ugor népek nyelvének, folklórjának, tárgyi és szellemi kultúrájának komplex kutató laboratóriumát”. Miután ezt a laboratórium 1991 decemberében beolvasztották az „Obi-ugor népek újjászületésének tudományos kutató intézetébe”, ennek az intézetnek az irodalmi és folklórrészlegét vezette. 1998-ban doktori címet szerzett.

## Tudományos munkássága
Már egyetemi éveiben elkezdte anyanyelvének tudományos feldolgozását. 1954-ben jelent meg az általa összeállított, közel 400 oldalas 11 000 szót tartalmazó orosz–manysi szótár.
Az egyetem elvégzését követően a Szovjetunió Tudományos Akadémiájának kutatóintézeteiben dolgozott, a manysi nyelv kutatását és tudományos leírását végezte. 1973-ban jelent meg első, a manysi nyelvet leíró monográfiája Manysi (vogul) nyelv címmel. E műve Magyarország minden egyetemi könyvtárában megtalálható. Másik kiemelkedően fontos műve, A manysi (vogul) nyelv szintaxisa 1979-ben jelent meg; ezt a művét több nyelven is kiadták, például 1984-ben Münchenben németül.
A nyelvészeti munkássága mellett rendkívül sokat tett a manysi nyelv megőrzése és ápolása érdekében. Tankönyveket írt manysi és orosz nyelven: manysi nyelvtankönyvet az általános iskoláknak, manysi nyelvkönyvet a pedagógiai főiskoláknak. Manysi nyelvű gyermekirodalmat állított össze óvodásoknak és kisiskolásoknak.
Rombangyejeva érdeklődése, miután 1989-ben nyugdíjba ment és visszatért szülőföldjére, a nyelvészet mellett egyre inkább a manysi nép folklórja és kultúrája felé fordult. Első nagyobb összefoglaló néprajzi monográfiája 1993-ban jelent meg A manysi nép története és szellemi kultúrája címen.
1965-ben részt vesz a második Nemzetközi Finnugor Kongresszuson Finnországban (nem tévesztendő össze a Finnugor Népek Világkongresszusával). Ettől kezdve folyamatosan aktív résztvevője, szervezője a mozgalomnak.
Kéziratai és az általa nyújtott nyelvi és néprajzi anyag már életében a Hanti- és Manysiföld levéltárába került. Ebben a gyűjteményben a manysi nyelv fonetikájának, nyelvtanának, lexikájának, etimológiájának és morfológiájának fontos tudományos forrásanyaga található. Különlegessége a gyűjteménynek az 1956 és 1971 közötti terepi gyűjtéseit tartalmazó füzetek.

## Legfontosabb művei
- Русско-мансийский словарь для мансийской школы : около 10800 слов. Leningrad: Гос. учебно-педагог. исд-во Министерства просвещения РСФСР (1954)
- Мансийский (вогульский) язык. Moszkva: Nauka (1973)
- Синтаксис мансийского (вогульского) языка. Moszkva: Nauka (1979)
- Wogulische Syntax. München: L. und E. Schiefer, (1984)
- История народа манси (вогулов) и его духовная культура. Szurgut: Szevernij dom (1993)
- Мифы, сказки, предания манси (вогулов) в записях 1889, 1952, 1958-1960, 1968, 1978, 1992, 2002 годов. Moszkva: Nauka (2005)